# Immunomodulateur des Lymphocytes T
Un immunomodulateur des lymphocytes T   est un polypeptide de régulation immunitaire fabriqué et distribué par la société T-Cyte Therapeutics. Il s'agit d'un puissant régulateur de la production et de l'activité des cellules CD4. Il a été démontré qu'il augmente le nombre de lymphocytes ainsi que la production de l'interleukine-2 (IL-2) chez les animaux.

## Découverte et caractérisation
Avant 1960, le thymus, qui se trouve dans la cage thoracique, n'était pas considéré comme important. Chez les animaux adultes le thymus est quasi inexistant car il s'atrophie avec l'âge. Toutefois, il a été observé que lorsque les animaux préadolescents sont thymectomisés, ils éprouvent une variété de maladies, dont une augmentation de l'incidence des infections, un retard de croissance, des troubles neuromusculaires, des cancers, etc., collectivement connues sous le nom de maladie du dépérissement (en). Il a été démontré que chez les animaux dont le thymus a été enlevé, la grande susceptibilité à l'infection est directement attribuée à une baisse dramatique au niveau des lymphocytes du sang périphérique.
En 1964, il a été démontré que les facteurs de régulation extraits du thymus empêchaient la plupart des manifestations de la maladie du dépérissement (wasting desease),. Ceci a mené à penser que le thymus produit des substances importantes dans le développement de l'immunité. Ce n'était qu'en 1971 qu'il a été découvert que les lymphocytes dérivés du thymus (lymphocytes T) sont des régulateurs importants des lymphocytes issues de la moelle osseuse qui produisent des anticorps (cellules B). Après la découverte que le thymus est responsable de la production des facteurs de régulation importants, plusieurs groupes de chercheurs ont commencé à essayer d'extraire et de purifier ces éléments à partir du thymus, de la même manière que l'insuline l'était à partir du pancréas pour une utilisation thérapeutique dans le diabète. Le problème est que le thymus est une très petite glande et produit de très petites quantités de ces éléments. Ainsi, les techniques de purification ne permettaient pas d'obtenir de portion pures en quantités suffisantes.
Le thymus est le tissu préféré pour la réplication virale du virus de l'immunodéficience féline, qui se traduit par des lésions et des dysfonctionnements.
En 1983, les scientifiques ont réussi à cloner des lignées de cellules épithéliales du thymus de diverses espèces et ont commencé à décrire biochimiquement et biologiquement ces facteurs de régulation issus du thymus. Cette protéine est ainsi connue sous le nom de l'immunomodulateur des Lymphocytes T.

## Propriétés biologiques
Normalement une partie des lymphocytes immatures dérivés du thymus se transforment en lymphocytes T CD4 + matures qui produisent un certain nombre de cytokines, y compris l'interleukine-2 (IL-2) et l'interféron gamma. Les cellules CD-4 coordonnent les réactions globales du système immunitaire et aident à activer les lymphocytes T CD8, qui attaquent les virus et les cellules tumorales. Les lymphocytes T CD-8 +  sont souvent appelés "effecteurs" ou cellules T cytotoxiques "", parce qu'ils réagissent à des agents pathogènes intracellulaires et les cellules cancéreuses. Lors d'une attaque virale, les cellules T-CD-4 + ne parviennent pas à maturité, ne parviennent pas à produire de l'IL-2 et l'interféron gamma, et par conséquent ne parviennent pas à coordonner des réactions de CD-8 aux virus. Etant donné que l'immunomodulateur des Lymphocytes T augmente la production de lymphocytes T CD-4 +, cette immunodéficience peut être surmontée par le traitement.

## Propriétés biochimiques
Immunomodulateur des Lymphocytes T est un polypeptide à chaîne unique. Il s'agit d'une glycoprotéine fortement cationique, purifiée avec une résine échangeuse de cations. La purification de la protéine à partir de surnageants de cellules stromales dérivées de bovins produit un élément sensiblement homogène, exempte de matières étrangères. La protéine bovine est homologue avec d'autres espèces de mammifères. C'est une glycoprotéine homogène de 50 kDa avec un point isoélectrique de 6,5. La protéine est préparée sous la forme d'une dose lyophilisée de 1 microgramme. Mélangée avec un diluant stérile, l'ensemble produit une solution pour injection sous-cutanée.

## Utilisation en médecine vétérinaire
Immunomodulateur des Lymphocytes T est fabriqué et distribué exclusivement par T-Cyte Therapeutics, Inc. Il a été approuvé conditionnellement par le Département américain de l'Agriculture (USDA) comme une aide dans le traitement des chats infectés par le virus de la leucémie féline (FeLV) et / ou le virus de l'immunodéficience féline (FIV), ainsi que dans les symptômes associés à la lymphopénie, les infections opportunistes, l'anémie, granulocytopénie, ou une thrombopénie.

## Liens
- (en) Cet article est partiellement ou en totalité issu de l’article de Wikipédia en anglais intitulé « Lymphocyte T-Cell Immunomodulator » (voir la liste des auteurs).